# Un papà quasi perfetto
Un papà quasi perfetto è una miniserie televisiva in 6 puntate diretta da Maurizio Dell'Orso e trasmessa su Rai Uno nel 2003.

## Trama
Michele Salvi (Michele Placido) direttore di un supermercato, è vedovo da poco, ha 55 anni e sei figli d'età diverse (Tommaso, Caterina, Chiara, Matteo, Adele e Luca). Poco prima di Natale il proprietario del supermercato avvisa Michele che sarà costretto a chiudere a causa della concorrenza sempre più forte, ma fortunatamente una holding spagnola si dichiara interessata all'attività e ne acquista il possesso, ponendo come direttore marketing Elena Melli (Elena Sofia Ricci). Inizialmente Michele mal sopporta i cambiamenti apportati dalla nuova società che punta tutto sul marketing e sull'attrazione dei clienti, decidendo anche di licenziare i dipendenti più anziani e sarà difficile rapportarsi anche con Elena, ma poi tra i due comincerà una storia anche se la donna non sarà ben accetta dai figli dell'uomo. Oltre ai problemi sul lavoro, nella gestione della casa e alla mancanza della moglie, Michele si ritrova da solo a dover far fronte anche ai problemi della prole: Tommaso (Vincenzo Ferrera) lavora anch'egli al supermercato e vive con la moglie Federica e la figlia Marina, ma la donna un giorno lo butta fuori casa perché si sente trascurata e ha bisogno di riflettere e quindi il ragazzo sarà costretto a dormire sul divano del padre. Caterina (Barbara Rizzo) ha 30 anni, lavora come infermiera nello stesso reparto del suo ex fidanzato, il Dottor Biondi ed è insoddisfatta della sua vita; lo stretto contatto con il dottore e il dover svolgere tutte le faccende a casa e occuparsi dei suoi fratelli le causano un certo nervosismo, ha paura di rimanere incastrata nel ruolo di figlia maggiore, tanto che inizia a valutare l'idea di trasferirsi in Tanzania come volontaria in un ospedale per pensare finalmente a se stessa, e non più a sostituire la madre defunta. Chiara (Sabina Began) ha da poco lasciato lo stravagante fidanzato Marcello, lavora in un pub e inizia a frequentare un ragazzo di colore. Matteo (Luca Bastianello) ha 21 anni, suona il violino e si è innamorato di Gloria, la moglie del suo insegnante di musica, nonostante la donna abbia il doppio dei suoi anni e non si accorge che la sua amica Cristina è cotta di lui. Adele (Francesca Perini) ha 15 anni, è nel pieno dell'adolescenza, in un continuo tira e molla con il suo ragazzo Marco. Infine Luca (Matteo Cicinelli), il più piccolo di casa, sente la mancanza della madre e non sa come esprimerla